# Marcelleina atroviolacea
Marcelleina atroviolacea är en svampart som först beskrevs av Delile ex De Seynes, och fick sitt nu gällande namn av Johannes van Brummelen 1967. Marcelleina atroviolacea ingår i släktet Marcelleina och familjen Pezizaceae.   Inga underarter finns listade i Catalogue of Life.
I den svenska databasen Dyntaxa används istället namnet Smardaea planchonis för samma taxon.  Arten är reproducerande i Sverige.